# Saunders Lewis
Saunders Lewis (född John Saunders Lewis 15 oktober 1893, död 1 september 1985) var en walesisk poet, dramatiker, historiker, litteraturkritiker och aktivist. Han var walesisk nationalist och grundade partiet Plaid Cymru 1925 och nominerades till Nobelpriset i litteratur 1970. I en omröstning av BBC Wales om den störste personen i Wales genom tiderna kom Lewis på en tiondeplats.

## Biografi

### Uppväxt och utbildning
Lewis föddes i en kymriskspråkig familj i Wallasey och växte upp i Merseyside. Han studerade engelska och franska vid universitetet i Liverpool till och med första världskrigets utbrott, där han tjänstgjorde vid Wales södra gräns. Efter kriget återvände han till universitetet och tog examen i engelska.
1922 började han undervisa i kymriska vid Swansea University. Hans nationalistiska tankar växte under krigstiden, när han slogs med irländska soldater som bidrog till hans idéer om vikten av en walesisk identitet.

### Politisk bana
1925 deltog han i ett möte tillsammans med andra nationalister vid Wales nationella eisteddfod med målet att grunda ett nationellt parti. Plaid Cymru grundades, för vilket Lewis var partiledare mellan 1926 och 1939.
1936 deltog han i protesterna mot bildandet av en bombskola på halvön Llŷn i Gwynedd, en plats med en stark walesisk kultur. Det slutade med att byggnaden sattes i brand, något som skulle komma att kallas för Tân yn Llŷn (”Branden i Llŷn”), och Lewis, tillsammans med D.J. Williams och Lewis Valentine, erkände brottet och dömdes till nio månaders fängelse.
1962 gav Lewis ett tal i radio som kallades Tynged yr iaith (”Språkets öde”), där han förutspådde kymriskans död såvida inga åtgärder vidtogs. Talet var en respons på den nationella undersökningen 1961, som visade på en nedgång i talare av kymriska från 36% till 26%. Talet ledde till bildandet av Cymdeithas yr Iaith Gymraeg, vilket lät Plaid Cymru fokusera mer på valpolitik, medan föreningen fokuserade på främjandet av det kymriska språket.

### Författare
Efter att ha blivit dömd förlorade han sin post vid universitetet i Swansea och han började i stället att arbeta som journalist, lärare och skolinspektör. Han återvände till att undervisa i Cardiff 1952 och förblev där till han pensionerade sig fem år senare.
Lewis litterära verk var betydligt varierande. När han arbetade vid Sweansea gav han ut litteraturkritik såsom A School of Welsh Augustans, Williams Pantycelyn och Braslun o Hanes Llenyddiaeth Gymraeg (”Den kymriska litteraturens grunddrag”) som gavs ut 1924, 1927 respektive 1932. Han skrev också flera artiklar och uppsatser som publicerades i olika tidningar och tidskrifter och han gav även ut två romaner: Monica (1930) och Merch Gwern Hywel (1964, ”Gwern Hywels dotter”). Lewis var dock i synnerhet dramatiker och skrev många pjäser såsom The Eve of St John (1924), Blodeuwedd (”Blomsterkvinnan”) (1923-25, reviderad 1948), Siwan (1956), Brad (”Förräderi”) (1958) och Cymru Fydd (”Morgondagens Wales”) (1967). 1970 nominerades han till Nobelpriset i litteratur.